# Авалон (Калифорния)
Вижте пояснителната страница за други значения на Авалон.
А̀валон (на английски: Avalon) е град в окръг Лос Анджелис в щата Калифорния, САЩ. Авалон е единственият град на остров Санта Каталина. ЗИП кодът му е 90704. Авалон е с население от 3127 жители (2000) и обща площ от 8,15 км² (3,15 мили²).